# Haineaultite
La haineaultite è un minerale.